# Olympische Jugend-Sommerspiele 2014/Teilnehmer (Singapur)
| Gelbes Symbol für Goldmedaillen mit stilisierten Olympischen Ringen | Graues Symbol für Silbermedaillen mit stilisierten Olympischen Ringen | Braundes Symbol für Bronzemedaillen mit stilisierten Olympischen Ringen |
| ------------------------------------------------------------------- | --------------------------------------------------------------------- | ----------------------------------------------------------------------- |
| 2                                                                   | 1                                                                     | —                                                                       |

Die Jugend-Olympiamannschaft aus Singapur für die II. Olympischen Jugend-Sommerspiele vom 16. bis 28. August 2014 in Nanjing (Volksrepublik China) bestand aus 18 Athleten.

## Athleten nach Sportarten

### Badminton
| Mädchen - Liang Xiaoyu | Jungen - Bernard Ong |

### Leichtathletik
Mädchen
- Nur Izlyn Binti Zaini

### Schießen
Mädchen
- Teh Xiu Yi
Silber  Luftpistole 10 m Mixed (mit Ahmed Mohamed  Ägypten)
- Martina Veloso
Silber  Luftgewehr 10 m Einzel

### Schwimmen
| Mädchen - Marina Chan - Samantha Yeo | Jungen - Dylan Koo - Darren Lim |

### Segeln
| Mädchen - Ynez Lim - Samantha Yom Gold Byte CII | Jungen - Bernie Chin Gold Byte CII |

### Tischtennis
| Mädchen - Yee Herng Hwee | Jungen - Yin Jing Yuan |

### Triathlon
| Mädchen - Denise Chia | Jungen - Bryce Chong |

### Turnen
Mädchen
- Nadine Nathan

### Wasserspringen
Jungen
- Jonathan Chan